# Erin Darke
Erin Darke, née le 10 septembre 1984 à Flint, Michigan, est une actrice américaine, connue pour son interprétation du rôle de Cindy, l'un des principaux personnages de la série télévisée Good Girls Revolt.

## Biographie
Erin Constance-Maja Darke naît le 10 septembre 1984, à Flint, Michigan, aux États-Unis.
Adolescente, Erin Darke joue dans des spectacles de théâtre, dans sa ville natale. À treize ans, elle participe à un spectacle de Noël en contre-jour, appelé Visions of Sugarplums. C'est durant cet évènement qu'elle décide de devenir comédienne. Pour elle, traverser l'adolescence consistait à savoir ce qu'elle voulait faire et la personne qu'elle devenir.
Durant sa jeunesse, elle travaille comme maître-nageuse sauveteuse, durant cinq ans. Âgée de seize ans au moment d'entrer à l'Université, ses parents ne souhaitent pas qu'elle parte trop loin. Elle choisit alors l'Université de Michigan-Flint et son département théâtre. Elle y obtient un Bachelor en Beaux-Arts, dans la filière interprétation théâtrale, en , puis décroche un rôle de premier plan dans The Spoils, une pièce écrite par Jesse Eisenberg, jouée à Broadway. Sa performance fait l'objet de critiques élogieuses ; le New York Times la qualifiant d'« excellente » et le New York Daily News de « toujours crédible ».
Elle s'établit à New York à l'âge de 21 ans et effectue un stage dans le bureau de casting Chrystie Street Casting, où elle apprend à travailler dans le cadre de l'industrie et des auditions, avec de nombreux réalisateurs.
En 2011, elle obtient un rôle dans les films Young Adult et We need to talk about Kevin puis, en 2013, joue le rôle Gwendolyn, dans le film Kill Your Darlings », avec Michael C. Hall, Elizabeth Olsen et Jennifer Jason Leigh. Il lui semble alors surréaliste de voir son nom sur une liste de distribution aux côtés de ces comédiens.
Elle côtoie de nombreuses stars de Hollywood, telles que Kristen Stewart, Julianne Moore et Alec Baldwin, avec qui elle joue dans le film Still Alice, sorti en salle en 2014, année où elle joue également dans Love & Mercy, aux côtés de John Cusack et Elizabeth Banks. On la retrouve également dans Le Pari, réalisé par Ivan Reitman, avec Kevin Costner et Jennifer Garner dans les rôles principaux. Elle joue également dans les séries Girls et Homeland. Elle enchaîne avec la comédie Thank You for Your Service et la série The Marvelous Mrs. Maisel où elle incarne des rôles où comédie et compositions dramatiques vont de pair.
En 2015, Erin Darke rejoint le casting de la série Good Girls Revolt,, dans laquelle elle incarne Cindy, l’un des rôles principaux. En 2016, elle s’illustre dans Identities, aux côtés de Rachel Weisz puis, dès 2018, interprète le rôle de Leeta Albridge, dans la série Dietland.

## Vie privée
Erin Darke  se décrit comme « une fille de Flint ». Elle apprécie beaucoup le football, ainsi que le hockey sur glace, elle soutient inconditionnellement l'équipe des Red Wings, de Détroit. Elle aime écouter M. Ward, particulièrement l'album Post War, qui est celui qu'elle préfère. Elle apprécie également Slow Club, Fiona Apple et le groupe The Lumineers, qu'elle a vu jouer à Central Park. Leur chanson Classy Girls est sa préférée et la fait toujours sourire.
Depuis 2013, elle est en couple avec l'acteur britannique Daniel Radcliffe, rencontré durant le tournage de Kill Your Darlings, en octobre 2012,,,,,, dans lequel leurs deux personnages vivent une brève histoire d'amour. Le 8 juin 2014, le couple officialise publiquement leur relation, lors de la 68e cérémonie des Tony Awards, à New-York,.
En mars 2023, il est dévoilé qu'ils attendent leur premier enfant ensemble.

## Filmographie

### Cinéma

#### Longs métrages
- 2011 : Young Adult de Jason Reitman : une jeune employé
- 2011 : We Need to Talk about Kevin de Lynne Ramsay : Rose, la jeune employé
- 2012 : Two Days in New York de Julie Delpy : Cynthia (voix)
- 2013 : Kill Your Darlings de John Krokidas : Gwendolyn
- 2013 : Beside Still Waters (film) (en) de Chris Lowell : Abby
- 2014 : Une semaine ordinaire de Peter Glanz : Bartender
- 2014 : The Quitter de Matthew Bonifacio : Chloe
- 2014 : Still Alice de Wash Westmoreland et Richard Glatzer : Jenny
- 2014 : Seven Lovers de Keith Boynton : Laura
- 2014 : Quand vient la nuit (The Drop) de Michaël R. Roskam : une serveuse
- 2014 : Love & Mercy de Bill Pohlad (en) : Marilyn Wilson
- 2014 : Le Pari (Draft Day) de Ivan Reitman : une fan
- 2014 : Hunger&Game de Kevin Alexander : Audrey
- 2015 : Sidewalk Traffic de Anthony L. Fisher : Dalia
- 2016 : Don't Think Twice (en) de Mike Birbiglia : Natasha
- 2016 : Identities (Complete Unknown) de Joshua Marston : Holly
- 2016 : Delinquent de Kieran Valla : Tara
- 2017 : The Sounding de Catherine Eaton : Christine
- 2017 : Thank You for Your Service de Jason Hall : Tracey
- 2018 : Summer '03 (en) de Becca Gleason : Hope
- 2018 : Night Comes On de Jordana Spiro : Rita

#### Courts métrages
- 2009 : Obelisk Road de Liz Kevin : Emily
- 2011 : Better Than Nothing de Susanna Locascio : Cass
- 2014 : Lyra de Leonora Lonsdale : Lyra
- 2018 : Lost in Love de Emanuela Galliussi : Echo Smoller
- 2019 : Jess de Dan Hurwitz : Alyssa

### Télévision

#### Téléfilm
- 2014 : Irreversible : Ellie

#### Séries télévisées
- 2009 : Mercy : Anne (1 épisode)
- 2011 : Pan Am : Mimi Narducci (1 épisode)
- 2014 : Girls : Stacey (1 épisode)
- 2014 : Black Box : Claire Tymoschuk (1 épisode)
- 2015 : Public Morals : Suzie (1 épisode)
- 2015 : Forever : Liz Chamberlin (saison 1, épisode 17)
- 2015 : Battle Creek : Annie (1 épisode)
- 2015-2016 : Good Girls Revolt : Cindy Reston (10 épisodes)[19]
- 2017 : The Marvelous Mrs. Maisel : Mary (4 épisodes)
- 2017 : Homeland : Nicki (saison 6, épisode 10)
- 2018 : Dietland : Leeta Albridge (10 épisodes)[11]
- 2019 : The Loudest Voice : Kat Lindsley (1 épisode)
- 2019 : FBI : Laura Russo (1 épisode)
- 2021 : Miracle Workers : Phaedra (6 épisodes)
- 2021 : Moonshine : Crystal Leblanc (8 épisodes)
- 2021 : City of Ghosts : Talia Rivkin
- 2021 : It's a Man's World (pilote)

## Voix françaises
En France, Edwige Lemoine est la voix française ayant le plus doublé Erin Darke.
| En France - Edwige Lemoine dans : - Good Girls Revolt (série télévisée) - Homeland (série télévisée) - Dietland (en) (série télévisée) | et aussi - Laëtitia Godès dans The Marvelous Mrs. Maisel (série télévisée) - Chloé Berthier dans Love & Mercy - Joséphine Ropion dans Kill Your Darlings - Nathalie Kanoui dans Pan Am (série télévisée) - Adeline Germaneau dans Battle Creek (série télévisée) - Olivia Luccioni dans Forever (série télévisée) |